# Билов (Кривиц)
Билов (њем. Bülow) општина је у њемачкој савезној држави Мекленбург-Западна Померанија. Једно је од 76 општинских средишта округа Пархим. Према процјени из 2010. у општини је живјело 357 становника. Посједује регионалну шифру (AGS) 13060008.

## Географски и демографски подаци
Билов се налази у савезној држави Мекленбург-Западна Померанија у округу Пархим. Општина се налази на надморској висини од 49 метара. Површина општине износи 23,8 km². У самом мјесту је, према процјени из 2010. године, живјело 357 становника. Просјечна густина становништва износи 15 становника/km².